# Лю Юньшань
Лю Юньша́нь (кит. трад. 劉雲山, упр. 刘云山, пиньинь Liú Yúnshān; род. в июле 1947 года, Тумэд-Юци, Внутренняя Монголия) — китайский партийный деятель, член Посткома Полибюро ЦК КПК и также первый по перечислению секретарь ЦК (2012—2017), являлся членом Политбюро и Секретариата ЦК КПК с 2002 года; завотделом пропаганды ЦК КПК в 2002—2012 годах, перед чем с 1993 года замзаведующего. Неофициально назывался «главным китайским пропагандистом», главным куратором китайской пропаганды. Назывался протеже Ху Цзиньтао, представителем группы «комсомольцев» в КПК. До 1993 года работал во Внутренней Монголии.
Член КПК с апреля 1971 года, член ЦК КПК 15—18-го созывов (кандидат 12-го и 14-го созывов), член Секретариата ЦК КПК 16—18 созывов, член Политбюро ЦК КПК 16-го, 17-го, 18-го созывов, член Постоянного комитета Политбюро ЦК КПК 18-го созыва.

## Биография
Родился в Северном Китае.
По национальности ханец; корнями из Синьчжоу провинции Шаньси; родители его работали в компартийных органах во Внутренней Монголии, отец являлся подчинённым Бо Ибо.
В сентябре 1966 года начал трудовую деятельность, в апреле 1971 года вступил в ряды КПК. Выпускник Партийной школы при ЦК КПК.
1968—1969 гг. — учитель школы волости Баши Тумэдского левого хошуна автономного района Внутренняя Монголия.
1969—1975 гг. — сотрудник Отдела пропаганды комитета КПК Тумэдского правого хошуна автономного района Внутренняя Монголия.
1975—1982 гг. — корреспондент бюро информационного агентства Синьхуа во Внутренней Монголии, член партгруппы бюро (с марта по август 1981 года учился в Партийной школе при ЦК КПК).
1982—1984 гг. — заместитель секретаря комитета Коммунистического союза молодежи Китая автономного района Внутренняя Монголия, заместитель секретаря партгруппы комитета. (В те годы Ху Цзиньтао являлся главой секретариата Центрального комитета коммунистического союза молодёжи, Лю Юньшаня относят к его «молодёжной фракции».)
С 1984 г. заместитель, в 1986—1987 гг. заведующий отделом пропаганды парткома автономного района Внутренняя Монголия.
В 1986—1993 гг. член бюро парткома автономного района Внутренняя Монголия и в 1987—1991 гг. его ответственный секретарь.
В 1991—1993 гг. заместитель секретаря Комитета КПК автономного района Внутренняя Монголия, секретарь Комитета КПК г. Чифэн.
С 1993 г. заместитель, в 2002—2012 гг. заведующий Отделом пропаганды ЦК КПК. Одновременно в 1997—2002 гг. руководитель Канцелярии Центральной комиссии по руководству деятельностью в области укрепления духовной культуры.
Являлся самым молодым членом Политбюро ЦК КПК 16-го созыва.
Выступая в 2005 году на открытии Академии марксизма, заявил, что «марксизм по-прежнему находится на вершине всемирной истории общественной мысли, является маяком, указующим человечеству путь вперед».
Один из двух заместителей главы редакционной комиссии по подготовке отчетного доклада ЦК на 17-м съезде КПК генсека ЦК КПК Ху Цзиньтао.
C января 2013 года председатель Центральной комиссию КПК по руководству деятельностью в области укрепления духовной культуры и ректор Партийной школы при ЦК КПК.
С того же года глава Центральной руководящей группы по пропаганде и идеологической работе.
С марта 2013 года заместитель председателя Центральной комиссии КПК по проведению административной реформы.
По утверждению «The Epoch Times» (21.03.2013), новый генсек ЦК КПК Си Цзиньпин отказал бывшему генсеку Цзян Цзэминю в просьбе назначить Лю Юаньшаня на пост заместителя председателя КНР (эту должность получил Ли Юаньчао).
В 2015 году стал единственным высокопоставленным зарубежным гостем на параде в честь 70-летия Трудовой партии Кореи.
Ответсекретарь 19-го съезда КПК (2019).